# George Howard Monks

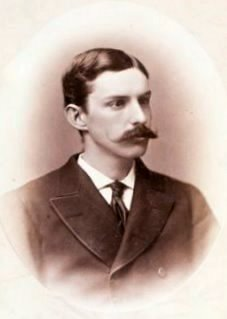
George Howard Monks, Porträtaufnahme von 1875

George Howard Monks (geboren am 28. März 1853 in Boston, gestorben am 6. Januar 1933 ebenda) war ein amerikanischer Chirurg und Spieleerfinder. Er war Professor an der Harvard Medical School sowie an der Harvard School of Dental Medicine und befasste sich vor allem mit Plastischer und Mund-, Kiefer- und Gesichtschirurgie; auch erforschte er die Anatomie des Darmes. Bekannt wurde er zudem als Erfinder des Halmaspiels.

## Leben und Werk

### Familie und Ausbildung
George Howard Monks wurde 1853 als Sohn von John P. Monks und dessen Frau Delia S. Monks, geborene Hatton, geboren. Er besuchte die Boston Latin School, bevor er auf das College ging. 1875 machte er seinen Abschluss am Harvard College und wechselte dann in den Fachbereich  Architektur am Massachusetts Institute of Technology, wo er ein Jahr lang studierte. Danach entschied er sich, Medizin zu studieren, und wechselte zur Harvard Medical School, wo er 1880 mit dem M.D. graduiert wurde. Er absolvierte ein einjähriges Praktikum in der Chirurgie am Massachusetts General Hospital, bevor er vier Jahre in Europa unter anderem in Wien, Leipzig, Heidelberg und Paris studierte. Nach dieser Zeit wurde er vom Royal College of Surgeons of England in London aufgenommen.
Monks heiratete 1897 Olga E. Gardner, mit der er drei gemeinsame Kinder hatte: Reverend George Gardner Monks, Schulleiter der Bostoner Lenox School, John Peabody Monks, der als Arzt in Boston tätig war, sowie seine Tochter Olga Monks. Monks Schwester Luisa Delia (1848–1910) war mit dem Dresdener Chemiker Walther Hempel verheiratet.

### Medizinische Laufbahn
Im Jahr 1884 begann Monks seine Arbeit als praktischer Chirurg in Boston und wurde vom Boston Dispensary als Distriktarzt zugeteilt, später wurde er Arzt am Carney Hospital. 1890 begann er seine Arbeit am Boston City Hospital und wurde dort 1910 Chefarzt. 1914 trat er als Chefarzt zurück und arbeitete nur noch als beratender Chirurg. Bereits von 1886 bis ebenfalls 1914 war er Dozent an der Harvard Medical School, wo er Kurse für Chirurgie gab, sowie bis 1926 an der Harvard School of Dental Medicine, wobei er in diesen 40 Jahren eine wichtige Brücke zwischen der medizinischen und der zahnmedizinischen Hochschule darstellte und am Ende Professor für Mundchirurgie war. Im Jahr 1926 wurde er auch an der Dental School emeritiert.
Während seiner Zeit als Chirurg an der Harvard Medical School arbeitete Monks vor allem im Bereich der Gesichts- und Kieferchirurgie. Er beschrieb Operationen zur Korrektur von Ohr-Deformationen und der plastischen Korrektur der Nase, die Entfernung des Kehlkopfes nach Krebserkrankungen, die Behandlung von Spiralfrakturen des Oberschenkels und weitere Techniken. Zudem arbeitete er als Anatom und dabei vor allem über die Anatomie des Darmes, dessen genaue Lage er anhand zahlreicher Studien an Verstorbenen beschrieb und darauf aufbauend Operationstechniken des Dünndarms entwickelte.
Monks war mehrfach Vorsitzender, Sekretär und Präsident der chirurgischen Sektion der Suffolk District Medical Society sowie Präsident der Boylston Medical Society und Vize-Präsident der American Surgical Association. Zudem war er Mitglied der American Medical Association, des American College of Surgeons sowie Präsident und Gründungsmitglied der Boston Surgical Society. Darüber hinaus war er senior member der New England Surgical Society und Präsident der Boston Medical Library, der Boston Society of Medical Sciences, der Massachusetts Medical Society und der Boston Society for Medical Improvement.

### Erfindung des Halmaspiels und andere Hobbys

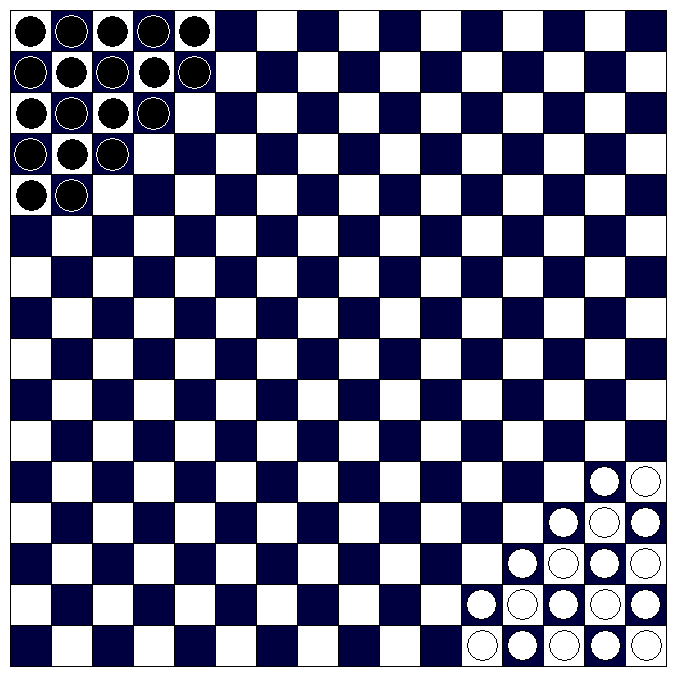
Das Halmaspiel ist eine Erfindung von George Howard Monks von 1883.

Neben seiner medizinischen Karriere erfand Monks im Jahr 1883 das Halmaspiel während seines Studienaufenthalts in Paris. Er war zu Besuch bei seinem Bruder Robert und bereitete sich auf die Aufnahme am Royal College of Surgeons vor. Erstmals propagiert wurde das Spiel durch Roberts Schwiegervater, den zeitweiligen Harvard-Präsidenten und Mathematiker Thomas Hill, der auch den Namen Halma erfand, nach dem altgriechischen ἅλμα „Sprung“. Das Spiel wurde später durch Thomas Smith in den Vereinigten Staaten verbreitet und gilt heute als klassisches Brett- und Strategiespiel. 1890 erschien mit Basilinda ein weiteres Brettspiel von Monks, das dem Halmaspiel sehr ähnlich ist.
Monks war zudem Hobbykünstler und schuf einige Skulpturen, die auch auf verschiedenen Kunstausstellungen für Amateure ausgestellt wurden. Er schuf unter anderem eine Büste von George Augustus Peabody, die später vergrößert und in Marmor gefertigt wurde, um sie im Peabody Essex Museum in Salem und als Replik im Peabody Institute in Danvers auszustellen.